# Hedychium griersonianum
Hedychium griersonianum är en enhjärtbladig växtart som beskrevs av Rosemary Margaret Smith. Hedychium griersonianum ingår i släktet Hedychium och familjen Zingiberaceae. Inga underarter finns listade i Catalogue of Life.